# FC磁碟機
FC磁碟機（多簡稱為FDS、FCD）是日本電子遊戲商任天堂於1986年2月推出的家用遊戲機硬體，為任天堂於1983年發售的8位元家用遊戲機FC遊戲機（俗稱紅白機）的外接配件之一。
FC磁碟機以軟碟為儲存媒介。軟碟的儲存空間較當時大多數家用遊戲機所使用的卡帶大上許多，使FC磁碟機遊戲之畫面表現及音效多較同期之紅白機遊戲豐富。
FC磁碟機僅供日版主機使用，並未在北美地區推出。任天堂還曾授權夏普生產將紅白機及FC磁碟機整合的二合一主機Twin Famicom，同樣為日本專屬主機。2003年9月，任天堂終止軟碟改寫服務。2007年10月，FC磁碟機本體維修服務亦告終止，宣告主機生命週期正式終結。FC磁碟機在其生命週期中銷量僅達444萬部，以商業角度來看是失敗的。

## 歷史

### 開發背景
1980年代初期，市面上大多數的家用遊戲機皆採用卡帶作為遊戲媒體。卡帶雖有著讀取速度快的優勢，但其儲存空間不大，且其成本之高更令遊戲廠商難以賺取利潤。1984年，由於盜版軟體猖獗，在日本唱片協會及日本光碟影音租賃貿易商業協會的抗議下，日本政府修正《著作權法》，禁止租賃包括電子遊戲在內的各種軟體。隨著選擇的減少，消費者只能儘量尋求成本更低的遊戲方案。

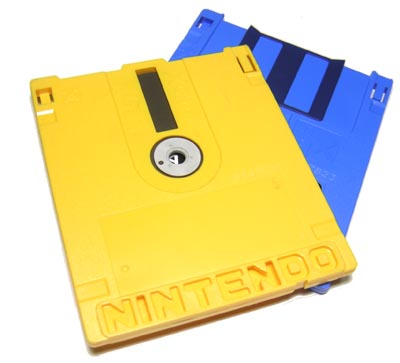
FC磁碟機採用的遊戲媒介軟碟

任天堂身為當時的家用遊戲機龍頭，尤為卡帶的高成本所苦，於是決定找尋替代方案；在參考其它電子遊戲廠商的作法（如Hudson Soft的BEE CARD）之後，最終選擇了軟碟。任天堂認為，軟碟不僅擁有高儲存空間、製造成本低於卡帶，且可重複讀寫以壓低長期成本及遊戲售價，潛力十足；於是以三美電機的3英寸（76）軟碟QD軟碟為遊戲媒體基礎，開始研發以軟碟為遊戲媒體的遊戲機，即後來的FC磁碟機。

### 發售
由卡帶的時代邁向軟碟的時代，遊戲的世界改變了⋯⋯——任天堂FC磁碟機電視廣告，1986年。
1986年2月21日，FC磁碟機於日本發售，售價15000日圓，首發遊戲包括《棒球》、《高爾夫球》、《麻將》、《足球》、《網球》、《超級瑪利歐兄弟》的軟碟移植版及專為充分運用軟碟媒介設計的全新遊戲《薩爾達傳說》。
任天堂於日本各地的電子遊戲零售商設置了專用軟碟讀寫機，只需一次500日圓的讀寫費即可更換新遊戲，相較當時一般卡帶動輒2600日圓以上的售價便宜許多。部分據點的軟碟讀寫機還具備傳輸功能，玩家可以將支援此功能的軟碟（如《FC大獎賽系列》）帶至零售商處，透過讀寫機的傳真機能將玩家的分數整理後發送給任天堂，藉此與全日本的玩家競爭，還有機會得到獎項。

### 衰頹
雖然FC磁碟機發售時銷量可觀，僅1986年一年就售出200萬部，然其標榜的諸多優勢在推出後僅數年後便消耗殆盡。1986年中，容量超越軟碟的卡帶研發成功，並於該年7月發售的遊戲《大盜五佑衛門》中首次應用；在內建電池備份技術出現後，即時存檔機能也不再專屬於軟碟；同時，卡帶的製造成本也逐漸下降。
1990年，家用遊戲機邁入16位元時代；FC磁碟機面對超級任天堂及Mega Drive等畫面表現更豐富、遊戲陣容更堅強的次世代遊戲機無力競爭，遂漸淡出市場並宣布主機停產。1992年12月，最後一款官方授權遊戲《DISK城》發售；1993年，零售商通路軟碟改寫服務中止；2003年9月，任天堂官方軟碟改寫服務中止；2007年10月，FC磁碟機本體維修服務亦告終止，宣告主機生命週期正式終結。FC磁碟機在其生命週期中銷量僅達444萬部，以商業角度來看是失敗的。

## 外部連結
- Famicom Dojo （英文）
- Famicom World（页面存档备份，存于） （英文）
- N-sider.com - NintendOnline （英文）
- Famicom Disk System（页面存档备份，存于） （英文）